# Kandava (novads)
Kandava (łot.: Kandavas novads) – jeden z łotewskich novadsów, funkcjonujący w latach 2009–2021.

## Historia
Novads powstało na terenach należących przed 2009 do rejonu Tukums.
W skład novadsu wchodziło miasto Kandava oraz sześć pagastsów: Cēre, Kandava, Matkule, Vāne, Zante i  Zemīte. Jego stolicą zostało miasto Kandava.
Zlikwidowany w ramach reformy administracyjnej 30 czerwca 2021. Wszedł w całości w skład nowego novadsu Tukums.